# Rivière Leguer, forêts de Beffou, Coat an Noz et Coat an Hay
Rivière Leguer, forêts de Beffou, Coat an Noz et Coat an Hay este o arie protejată (sit de importanță comunitară — SCI) din Franța întinsă pe o suprafață de 3.204 ha, integral pe uscat.

## Localizare
Centrul sitului Rivière Leguer, forêts de Beffou, Coat an Noz et Coat an Hay este situat la coordonatele 48°35′N 3°26′W / 48.59°N 3.43°V.

## Înființare
Situl Rivière Leguer, forêts de Beffou, Coat an Noz et Coat an Hay a fost declarat arie specială de conservare în baza directivei 92/43 din 1992 referitoare la conservarea habitatelor naturale și a faunei și florei sălbatice pentru a proteja 2 specii de plante și 20 de specii de animale.

## Biodiversitate
Situată în ecoregiunea atlantică, aria protejată conține 23 de habitate naturale: Terase mlăștinoase și terase nisipoase neacoperite de apă la reflux, Pajiști uscate europene, Pante stâncoase silicioase cu vegetație casmofită, Păduri de fag Asperulo-Fagetum, Turbării active, Liziere de ierburi înalte hidrofile de câmpie și de nivel montan până la alpin, Vegetație anuală la limita mareei, Pășuni atlantice udate de apa mării (Glauco-Puccinellietalia maritimae), Pajiști umede atlantice temperate cu Erica ciliaris și Erica tetralix, Cursuri de apă de la nivel de câmpie la nivel montan, cu vegetație Ranunculion fluitantis și Callitricho-Batrachion, Faleze cu vegetație de pe coastele atlantice și baltice, Mlaștini turboase de tranziție și turbării mișcătoare, Estuare, Recifuri, Păduri aluvionare cu Alnus glutinosa și Fraxinus excelsior (Alno-Padion, Alnion incanae, Salicion albae), Dune mobile cu vegetație embrionară, Pajiști cu Molinia pe soluri calcaroase, turboase sau argilos-nămoloase (Molinion caeruleae), Vegetație perenă pe țărmurile stâncoase, Salicornia și alte specii anuale care populează regiunile mlăștinoase și nisipoase, Lagune de coastă, Mlaștini împădurite, Dune mobile de-a lungul țărmului cu Ammophila arenaria („dune albe”), Păduri de fag acidofile atlantice, cu subarboret de Ilex și, uneori, de asemenea, Taxus, la nivelul arbuștilor (Quercion robori-petraeae sau Ilici-Fagenion).
La baza desemnării sitului se află mai multe specii protejate:
- plante (2): Luronium natans, Trichomanes speciosum
- mamifere (10): liliac cârn (Barbastella barbastellus), Halichoerus grypus, vidră de râu (Lutra lutra), liliac cu urechi mari (Myotis bechsteinii), liliac cărămiziu (Myotis emarginatus), liliac comun (Myotis myotis), focă obișnuită (Phoca vitulina), marsuin (Phocoena phocoena), liliacul mare cu potcoavă (Rhinolophus ferrumequinum), liliacul mic cu potcoavă (Rhinolophus hipposideros)
- nevertebrate (3): Elona quimperiana, fluturele auriu (Euphydryas aurinia), rădașcă (Lucanus cervus)
- pești (7): Alosa alosa, Alosa fallax, zglăvoacă (Cottus gobio), Cottus perifretum, cicar (Lampetra planeri), Petromyzon marinus, somonul (Salmo salar)

Pe lângă speciile protejate, pe teritoriul sitului au mai fost identificate 8 specii de plante, 4 specii de păsări, 1 specie de amfibieni, 9 specii de mamifere, 1 specie de pești.